# Alessio Viola (giornalista)
Alessio Viola (Roma, 6 luglio 1975) è un giornalista e conduttore televisivo italiano.

## Biografia
Comincia la sua carriera con la carta stampata a ventiquattro anni nel 1999 come collaboratore per diverse testate con la redazione di Giorgio Dell'Arti.. Tra i vari giornali in cui scrive ci sono Gente, Panorama, La macchina del tempo, TV Sorrisi e Canzoni, Il Foglio e L'Indipendente.
Nel 2003 diventa giornalista professionista, due anni più tardi arriva a Sky, prima alla conduzione del telegiornale su Sky TG24 nella fascia day time, poi in prima serata. Si occupa della Rassegna Stampa curando e presentando la rubrica.
Per Sky TG24 oltre a condurre edizioni e speciali, segue i grandi eventi di costume, spettacolo e musica. Realizza anche degli speciali in cui incontra alcuni grandi personaggi tra cui quelli con Gianni Morandi, Tiziano Ferro, Giorgia, Cesare Cremonini, Antonello Venditti e Corrado Guzzanti. 
Prosegue il ciclo di incontri anche per Sky Uno con i protagonisti di X Factor e Masterchef.
Ha presentato l’edizione 2010 dell'Earth Day in diretta dal Circo Massimo.  Ha presentato Ante Factor da solo e Extra Factor su Skyuno con Mara Maionchi nel 2015. Attualmente conduce gli speciali di attualità, maratone politiche e eventi speciali a Sky TG24. Ha partecipato come ospite speciale al programma Battute? in onda su Rai 2 nel 2019.
Nei mesi di giugno e luglio 2020 ha condotto i 6 episodi del programma su TV8 dal titolo Venti20: i vent'anni del duemila, continuato nella seconda edizione l’anno successivo completando il racconto. Dal 29 giugno al 18 dicembre 2020 ha condotto su TV8 assieme ad Adriana Volpe il programma Ogni mattina.
Nel 2021 pubblica il libro dal titolo Sarò bre, edito da Peolpe Editore che raccolta dei fatti dei primi 10 anni di Twitter attraverso i suoi tweet tra satira e umorismo.
Durante gli europei di calcio 2024 ha partecipato al programma dal titolo Gli EuroPlay - L'altra Nazionale, ideato da Giovanni Benincasa in onda sulla piattaforma streaming RaiPlay, come ospite e conducendo alcune puntate. 
Nell’ottobre del 2024 inizia a condurre un nuovo programma di approfondimento settimanale di Sky TG24 ogni sabato alle 16.00, intitolato Sky TG25.

## Programmi televisivi
- Earth Day (Sky Uno, 2010)
- Sky TG24 (dal 2015)
- The X Factor (Sky Uno, 2015)
- Venti20: i vent'anni del duemila (TV8, 2020)
- Ogni mattina (TV8, 2020)
- Venti20... Quasi 21 (TV8, 2020)
- Venti20: i vent'anni del duemila Vol.2 (TV8, 2021)
- Alessandro Borghese - Celebrity Chef (TV8, 2022) - concorrente
- Gli EuroPlay - L'altra Nazionale (RaiPlay, 2024)
- Sky TG25 (Sky TG24, 2024-2025)